# A58 road
Die A58 road (englisch für Straße A58) ist eine 121 km lange, teilweise als Primary route ausgewiesene Straße in England, die Prescot (Merseyside) östlich von Liverpool mit Wetherby in West Yorkshire verbindet.

## Verlauf

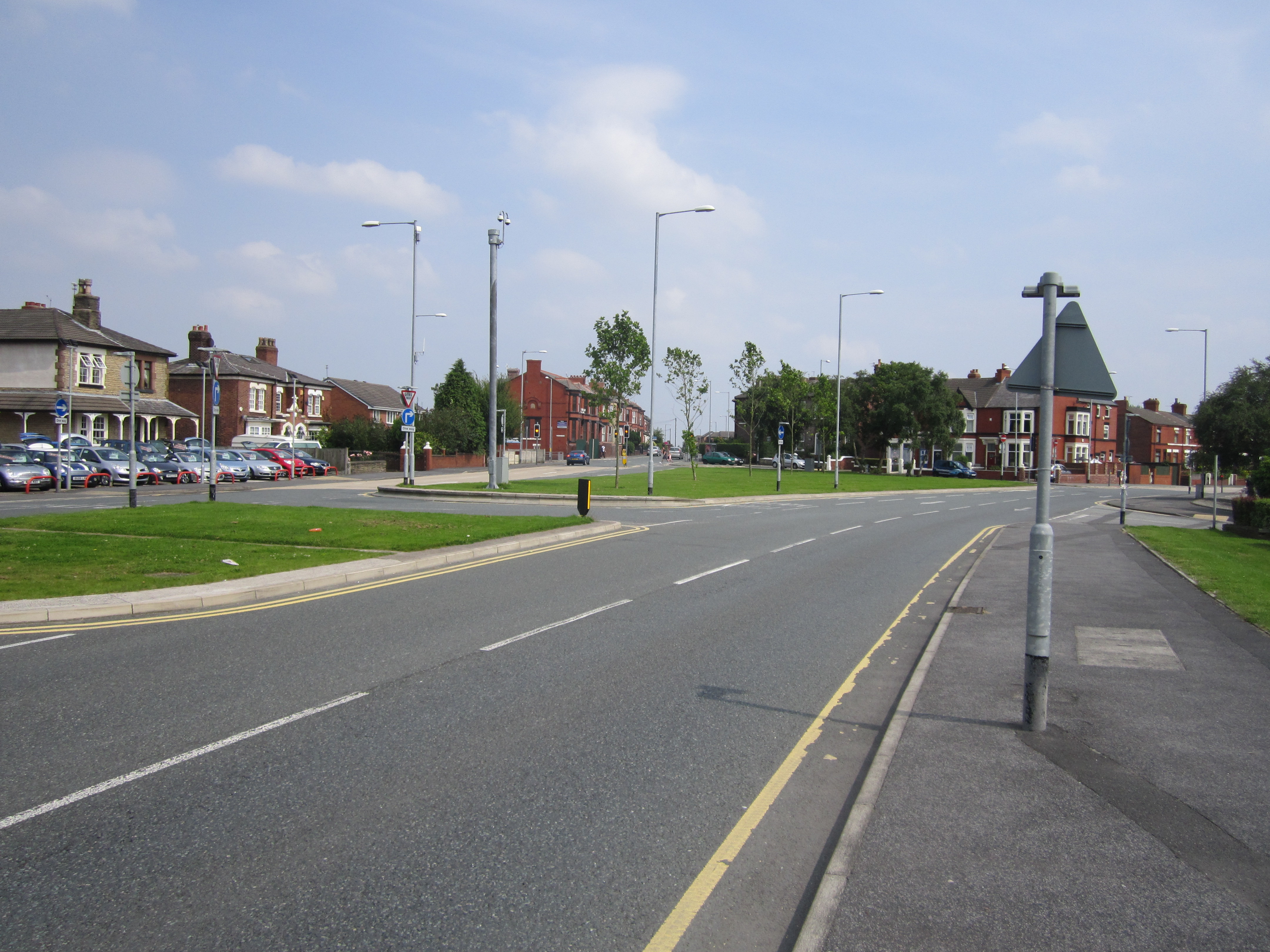
Die A58 in St. Helens, Merseyside (Aufnahme 2012)

Die Straße führt von Prescot, wo sie von der A57 road abzweigt, nach Ostnordosten, dabei den M6 motorway kreuzend, über Ashton-in-Makerfield, Hindley und Westhoughton zur A6 road und unmittelbar danach zum M61 motorway (Anschluss junction 5), Die A58 wird weiter im Bogen auf einem bypass nördlich um Bolton geführt, kreuzt bei Bury die A56 road und den M66 motorway (beim Anschluss junction 2) und führt durch Rochdale, wo der A627(M) motorway auf sie trifft. Sie führt etwa parallel zum M62 motorway nach Halifax und weiter als Primary route bis zum Knoten des M62 motorway mit dem kurzen M606 motorway. Von dort führt sie weiter nach Leeds, wo sie auf die A61 road, die A62 road, die A63 road, die A64 road und die A65 road trifft und auf einem kurzen Abschnitt den A58(M) motorway bildet. Leeds wird in nordöstlicher Richtung verlassen und die A58 endet in Wetherby in der Nähe des A1(M) motorway.